# Маттіас Вільямссон
Заголовок цієї статті — це ісландське ім'я, де Маттіас — особове ім'я, а Вільямссон — ім'я по батькові. 
Маттіас Вільямссон (ісл. Matthías Vilhjálmsson, нар. 30 січня 1987) — ісландський футболіст, нападник клубу «Вікінгур».

## Клубна кар'єра
У дорослому футболі дебютував 2001 року виступами за команду клубу «Болунгарвік», в якій провів два сезони, взявши участь у 13 матчах чемпіонату.
Своєю грою привернув увагу представників тренерського штабу клубу «Гапнарф'ярдар», до складу якого приєднався 2004 року. Відіграв за Гапнарф'ярдарську команду наступні шість сезонів своєї ігрової кар'єри. За цей час виграв з командою чотири чемпіонати Ісландії, двічі ставав володарем Кубка Ісландії, тричі — Кубка ісландської ліги, і ще чотири рази вигравав Суперкубок Ісландії.
В листопаді 2010 року на правах оренди перейшов у англійський «Колчестер Юнайтед», що виступав у третьому за рівнем дивізіоні країни, але закріпитись не зумів, через що незабаром повернувся в «Гапнарф'ярдар».
На початку 2012 року на правах оренди перейшов до норвезького «Старту» (Крістіансанн) і допоміг команді виграти Перший дивізіон та вийти до елітного дивізіону чемпіонату Норвегії. Після цього клуб викупив контракт гравця. У складі нової команди Вільямссон загалом провів три з половиною роки своєї кар'єри гравця. Більшість часу, проведеного у складі «Старта», був основним гравцем атакувальної ланки команди і одним з головних бомбардирів команди, маючи середню результативність на рівні 0,43 голу за гру першості.
До складу клубу «Русенборг» приєднався 25 липня 2015 року, підписавши контракт на 2,5 роки. Відтоді встиг відіграти за команду з Тронгейма 3 матчі в національному чемпіонаті.

## Виступи за збірні
2003 року дебютував у складі юнацької збірної Ісландії, взяв участь у 15 іграх на юнацькому рівні, відзначившись 4 забитими голами.
Протягом 2006–2008 років залучався до складу молодіжної збірної Ісландії. На молодіжному рівні зіграв у 8 офіційних матчах.
2009 року дебютував в офіційних матчах у складі національної збірної Ісландії. Наразі провів у формі головної команди країни 15 матчів, забивши 2 голи.

## Титули і досягнення
- Чемпіон Ісландії (5):

«Гапнарф'ярдар»: 2005, 2006, 2008, 2009.
«Вікінгур»: 2023
- Чемпіон Норвегії (4):

«Русенборг»: 2015, 2016, 2017, 2018
- Володар Кубка Ісландії (3):

«Гапнарф'ярдар»: 2007, 2010.
«Вікінгур»: 2023
- Володар Кубка ісландської ліги (4):

«Гапнарф'ярдар»: 2006, 2007, 2009, 2022.
- Володар Суперкубка Ісландії (5):

«Гапнарф'ярдар»: 2005, 2007, 2009, 2010
«Вікінгур»: 2024
- Володар Кубка Норвегії (3):

«Русенборг»: 2015, 2016, 2018
- Володар Суперкубка Норвегії (2):

«Русенборг»: 2017, 2018